# Pyrinia derasata
Pyrinia derasata är en fjärilsart som beskrevs av W. Warren 1904. Pyrinia derasata ingår i släktet Pyrinia och familjen mätare. Inga underarter finns listade.